# Посесив
Посесив или присвојни облик (од лат. possessivus; стгрч. κτητικός / ktētikós) је лингвистички термин којим се означавају речи и изрази чија се семантичка улога огледа у одређивању припадности оног појма на који се односе. Обликовањем присвојних исказа, саопштава се коме или чему припада појам на који се поменути исказ односи. Функцију посесива најчешће обављају присвојне заменице (посесивне заменице) и присвојни придеви (посесивни придеви), али у изградњи присвојних облика могу учествовати и друге врсте речи. У склопу синтаксе падежа, присвојни облици се често граде и употребом присвојног генитива (посесивни генитив) или присвојног датива (посесивни датив).
Језичко изражавање припадности (присвојности) представља посебну област проучавања у оквиру семантике, а поједина питања која се односе на творбу и употребу присвојних речи и израза задиру и у област других лингвистичких дисциплина, као што су ономастика и социолингвистика. Посебан проблем у области творбе и употребе присвојних речи и израза представља нормирање оних посесива који се изводе из етнонима, демонима и политонима, што долази до пуног изражаја приликом нормирања појединих присвојних придева који се изводе из вишезначних или спорних појмова. У оквирима српске лингвистике, решавањем таквих питања бави се Одбор за стандардизацију српског језика.